# Filip Borowski
Filip Borowski (* 6. Oktober 2003 in Bydgoszcz) ist ein polnischer Fußballspieler, der als rechter Verteidiger für Ruch Chorzów spielt, wobei er von Lech Posen ausgeliehen ist.

## Karriere

### Verein
Borowski durchlief die Jugendbereiche verschiedener Vereine, darunter Chemik Bydgoszcz, Polonia Bydgoszcz, Zawisza Bydgoszcz und schließlich Lech Posen, wo er von 2016 bis 2020 spielte.
Im Jahr 2020 wechselte er zu Lech Posen II und debütierte im Profifußball. Danach wurde er an Zagłębie Sosnowiec ausgeliehen und sammelte Erfahrung in der zweiten Liga. Seit 2023 spielte er auf Leihbasis für Warta Posen in der Ekstraklasa. Sein Debüt für Warta machte er am 27. Juli 2023 beim Heimspiel gegen Górnik Zabrze, welches Warta mit 2:0 gewann. Im Sommer 2024 folgte ein weiteres Leihgeschäft zu Ruch Chorzów.

### Nationalmannschaft
Borowski hat verschiedene Jugendnationalmannschaften Polens durchlaufen, darunter U16, U17, U19 und U20.